# Prisonniers des Serbes
Prisonniers des Serbes est le vingt-sixième album de la série de bande dessinée Les Aventures de Tanguy et Laverdure. 
La série s'était interrompue en 1988, après l'album Survol interdit, en raison du décès de Jean-Michel Charlier, son scénariste historique. En 2002 le flambeau est repris par Yvan Fernandez au dessin et Jean-Claude Laidin au scénario. Ce dernier est journaliste et ancien pilote de l'Armée de l'Air. Tanguy et Laverdure ont retrouvé la vie militaire, néanmoins les circonstances de leur réintégration dans l'armée française ne sont pas évoquées dans l'album.
L'histoire est fortement inspirée de la libération des pilotes de Bosnie survenue en 1995, Laverdure et son copilote "P'tit Louis" remplacement respectivement le capitaine Frédéric Chiffot et le lieutenant José Souvignet.

## Résumé
Affectés sur la base aérienne de Nancy - Ochey, Tanguy et Laverdure sont désignés, avec d'autres pilotes, pour une mission sur le théâtre de la guerre de Yougoslavie. À bord de leur Mirage 2000, ils rejoignent la base italienne d'Istrana, proche de la frontière slovène. Les deux pilotes sont alors affectés aux missions de reconnaissance sur Mirage F1. Grâce aux prises de vues réalisées par les patrouilles de reconnaissance, une unité d'artillerie serbe, ciblant des populations croates, est repérée et bombardée dès le lendemain. Au cours d'une mission, Laverdure filme par erreur la ville de Venise. Il pense se faire passer un savon, mais sa bourde s'avère finalement utile. 
Sur les films, les analystes repèrent un cargo civil naviguant en zone de mer interdite. Aux commandes d'un Mirage 2000 biplace, Tanguy et son coéquipier Lechat partent à la recherche du navire, et le repèrent dans une crique. De retour au sol, Michel Tanguy contacte une de ses connaissances, capitaine de vaisseau sur le porte-avions Foch. Ce dernier accepte d'envoyer un hélicoptère Lynx afin d'observer de plus près le cargo suspect, mais l'appareil tombe en mer. En Mirage 2000 biplace, Tanguy et Laverdure, accompagnés d'un autre binôme, partent à la recherche des naufragés, les trouvent et communiquent leur position, ce qui permet à un hélicoptère Alouette de les secourir. 
Peu après, à la suite d'une opération de ravitaillement en vol qui tourne mal, l'avion des coéquipiers de Tanguy et Laverdure prend feu, obligeant les occupants à s'éjecter. Impuissants, les deux pilotes décident de reprendre la recherche de la crique, où a mouillé le bateau suspect. Au moment d'approcher leur objectif, un hélicoptère gros porteur leur coupe la route et le cargo explose. Tanguy en déduit que le navire venait ravitailler en matériel militaire l'armée serbe via l'hélicoptère gros porteur, et c'est sans doute ce dernier qui a tiré sur le Lynx du Foch. Les deux pilotes prennent l'hélicoptère en chasse - qui se révèle être un Mi-26. Alors qu'ils survolent le continent, ils sont contraints d'abandonner la poursuite faute de carburant. 
Trois jours plus tard, un Transall de la Luftwaffe, en mission de largage humanitaire au profit des civils croates, se fait attaquer par un hélicoptère Mi-24. Le lendemain, Laverdure aux commandes de son Mirage 2000 biplace et son copilote "P'tit Louis" repèrent le fameux hélicoptère. Celui-ci s'évanouit mystérieusement dans la nature après avoir contourné une montagne. Afin d'en avoir le cœur net, le Mirage fait un second passage et les deux aviateurs découvrent le pot au roses : une corniche et une grotte à flanc de montagne, où est venu s'abriter le Mi-24. Alors qu'il est en position de tir, l'avion français est touché par un missile sol-air portable, tiré par un fantassin. Laverdure et P'tit Louis s'éjectent. L’atterrissage sur sol montagneux est rude ; les deux pilotes se cassent une jambe. 
Tanguy, dans la patrouille de relève, les voient au sol. Laverdure a à peine le temps de lui parler de l'existence de la grotte par talkie-walkie qu'un véhicule tout terrain fait irruption. En descendent des combattants serbes qui procèdent à l'arrestation des deux pilotes français. Ils sont interrogés dans une usine désaffectée, puis transférés dans la grotte. Tanguy demande l'autorisation de se faire parachuter dans le secteur, accompagné de Claude, un camarade instructeur parachutiste des Forces spéciales, afin de porter secours aux deux prisonniers. Dans un premier temps, le général refuse. Apprenant par les services de renseignement que Laverdure et son acolyte ont été exécutés, il change d'avis et autorise Tanguy à mener une expédition punitive. Dans la nuit, les deux hommes sautent d'un avion bimoteur Twin Otter. Dissimulés dans la forêt de jour, ils attendent la tombée de la nuit pour s'approcher de la grotte. Ils sont surpris de voir passer dans le ciel un vieux monomoteur Antonov An-2. Suivant son vol à la jumelle, Michel Tanguy découvre comment la grotte a pu échapper aux caméras des patrouilles de reconnaissance. En effet, une fois que l'avion a pénétré dans la grotte, l'entrée est recouverte au moyen de bâches végétalisées. 
La nuit tombée, Michel et Claude se lancent dans l'escalade de la montagne. Claude reste caché tandis que Michel part à la recherche d'une bouche d'aération, qu'il finit par trouver. Après avoir démonté la grille, il s'introduit dans le conduit et observe l'intérieur de la grotte au travers d'un soupirail. Il découvre une petite base souterraine. Tous les aéronefs sont là : le Mi-26, le Mi-24, l'Antonov An-2 et, plus inattendu, un chasseur Soukhoï Su-33. Celui-ci se dirige vers la sortie. De sa cachette, Claude est stupéfait en voyant le chasseur russe décoller de la corniche, aménagée à la manière d'un pont de porte-avions. Quant à Tanguy, une bonne surprise l'attend. De son poste d'observation, il constate que Laverdure et P'tit Louis sont en vie. En fin de journée, le Soukhoï revient et apponte. Tanguy est rejoint par Claude, accompagné de commandos français, infiltrés en territoire ennemi, et qui observaient à leur insu les deux aviateurs. 
Après échafaudage d'un plan d'attaque, le groupe lance l'assaut. Les Serbes sont neutralisés, Laverdure et P'tit Louis sont délivrés et la grotte est minée par les commandos. Tous s'enfuient à bord de l'Antonov avant l'explosion de la base secrète. À 150 kilomètres de là, Le Soukhoï, qui avait décollé avant l'assaut, est repéré par la chasse française et abattu.

## Personnages principaux
- Commandant Michel Tanguy : pilote de chasse
- Capitaine Ernest Laverdure : pilote de chasse, ami de et coéquipier de Tanguy
- Général Lapèche : commandant des forces aériennes françaises sur la base italienne d'Istrana
- Lieutenant P'tit Louis Pena : coéquipier de Tanguy et Laverdure
- Capitaine de vaisseau de Berville : officier supérieur sur le porte-avion Foch
- Claude Johary : instructeur parachutiste des Forces spéciales
- Capitaine Liebermann : Commando de Recherche et d'Action dans la Profondeur

## Avions
- Dassault Mirage 2000 D
- SEPECAT Jaguar
- Dassault Mirage F1 CR
- Soko J22 Orao
- Boeing E-3 Sentry AWACS
- C-160 Transall
- DHC-6 Twin Otter
- Antonov An-2T "Colt"
- Soukhoï Su-33